# Didemnum jucundum
Didemnum jucundum är en sjöpungsart som beskrevs av Kott 200. Didemnum jucundum ingår i släktet Didemnum och familjen Didemnidae. Inga underarter finns listade i Catalogue of Life.